# Seznam naselij Osiješko-baranjske županije
Seznam naselij Osješko-baranjske županije.
Opomba: Naselja v ležečem tisku so opuščena.

## A
Ada - Aljmaš - Andrijevac - Antunovac - 

## B
Baranjsko Petrovo Selo - Batina - Beketinci - Belišće - Beljevina - Beničanci - Bijela Loza - Bijelo Brdo - Bilje - Bistrinci - Bizovac - Blanje - Bocanjevci - Bockovac - Bokšić Lug - Bokšić - Bolman - Borovik - Bočkinci - Borojevci - Branimirovac - Branjin Vrh - Branjina - Bračevci - Brezik Našički - Breznica Našička - Breznica Đakovačka - Brezovica - Brijest - Briješće - Brođanci - Budimci - Budrovci - Bučje Gorjansko -

## C
Ceremošnjak - Cerovac - Cret Bizovački - Cret Viljevski - Crna Klada -

## Č
Čamagajevci - Čeminac - Čenkovo - Čepin - Čepinski Martinci - Čokadinci - Črnkovci - 

## Đ
Đakovo - Đurđanci - Đurđenovac - 

## D
Dalj - Darda - Divoš - Donja Motičina - Donji Miholjac - Dopsin - Dragotin - Draž - Drenje - Duboševica - 

## E
Erdut - Ernestinovo - 

## F
Feričanci - Forkuševci - 

## G
Gabrilovac - Gajić - Gat - Gazije - Gašinci - Gezinci - Golinci - Gorica Valpovačka - Gorjani - Gornja Motičina - Grabovac - Gradac Našički - Granice - 

## H
Habjanovci - Harkanovci - Hrastin - Hrastovac - Hrkanovci Đakovački - 

## I
Ivanovac - Ivanovci Gorjanski - Ivanovci - Ivanovo - 

## J
Jagodnjak - Jasenovac - Jelisavac - Josipovac - Josipovac Punitovački - Jurjevac Punitovački - 

## K
Kamenac - Kapelna - Karanac - Kelešinka - Kešinci - Kitišanci - Klisa - Klokočevci - Kneževi Vinogradi - Kneževo - Kondrić - Kopačevo - Koprivna - Koritna - Kotlina - Kozarac - Kozjak - Koška - Krndija - Krunoslavje - Krčenik - Krčevina - Kršinci - Kunišinci - Kućanci - Kućanci Đakovački - Kuševac - 

## L
Lacići - Ladimirevci - Lapovci - Laslovo - Lađanska - Ledenik - Levanjska Varoš - Lila - Lipine - Lipovac Hrastinski - Livana - Ličko Novo Selo - Londžica - Lug Subotički - Lug - Luč - 

## M
Magadenovac - Majar - Majške Međe - Makloševac - Malinovac - Mandićevac - Marijanci - Marjanski Ivanovci - Marjančaci - Markovac Našički - Martin - Martinci Miholjački - Mece - Merolino Sikirevačko - Miholjački Poreč - Milinac - Mirkovac - Mitrovac - Moslavina Podravska - Mrzović - Musić - 

## N
Nard - Našice - Našičko Novo Selo - Nemetin - Niza - Normanci - Novaki Bizovački - Novi Bezdan - Novi Bolman - Novi Perkovci - Novi Čeminac - Novo Nevesinje - 

## O
Ordanja - Osijek - Ostrošinci - Ovčara, Levanjska Varoš - Ovčara, Čepin - 

## P
Palača - Paljevina - Paulin Dvor - Paučje - Petlovac - Petrijevci - Petrova Slatina - Piškorevci - Podgajci Podravski - Podgorač - Podgorje Bračevačko - Podolje - Podravlje - Podunavlje - Poganovci - Polubaše - Popovac - Potnjani - Preslatinci - Pribiševci - Pridvorje - Punitovci - 

## R
Radikovci - Rakitovica - Ratkov Dol - Razbojište - Ribnjak - Rozmajerovac - 

## S
Samatovci - Sarvaš - Satnica - Satnica Đakovačka - Selci - Selci Đakovački - Semeljci - Seona - Silaš - Slatinik Drenjski - Slobodna Vlast - Sokolac - Stipanovci - Strizivojna - Suza - Sušine - Sveti Đurađ - Svetoblažje - 

## Š
Šag - Šaptinovci - Šećerana - Širine - Široko Polje - Šljivoševci - Šodolovci - Šumarina - Švajcarnica - 

## T
Tenja - Teodorovac - Tiborjanci - Tikveš - Tomašanci - Topoline - Topolje - Torjanci - Trnava - Tvrđavica - 

## U
Uglješ - 

## V
Valenovac - Valpovo - Vardarac - Velimirovac - Veliškovci - Viljevo - Vinogradci - Viškovci - Višnjevac - Vladislavci - Vrbica - Vuka - Vukojevci - Vučevci - Vučjak Feričanački - 

## Z
Zeleno Polje - Zelčin - Zlatna Greda - Zmajevac - Zoljan - 